# حمص
حِمص  (عربی: حِمْص‎ [ħɪmsˤ]؛ عربی شامی شمالی: حُمْص‎ [ħɔmsˤ])، در دوران پیش از اسلام با نام اِمِسا شناخته می‌شد (‎/ˈɛməsə/‎ EM-ə-sə؛ یونانی باستان: Ἔμεσα، ت. «اِمِسا»)، سومین شهر بزرگ سوریه است. این شهر در غرب سوریه قرار دارد و مرکز استان حُمص به حساب می‌آید.
حمص پیش از جنگ داخلی سوریه، یک قطب صنعتی بزرگ با جمعیتی حداقل ۶۵۲٬۶۰۹ نفر در سال ۲۰۰۴ بود، این شهر سومین شهر بزرگ سوریه پس از حلب در شمال و دمشق، پایتخت سوریه در جنوب بود. جمعیت آن منعکس کننده تنوع مذهبی عمومی سوریه بود که متشکل از مسلمانان سنی و علوی و مسیحیان بود. تعدادی مسجد و کلیسای تاریخی در این شهر وجود دارد و به حصن‌الاکراد، یک میراث جهانی، نزدیک است.
حمص تا سده نخست پیش از میلاد در امپراتوری سلوکی به ثبت تاریخی نرسید و به پایتخت پادشاهی تحت حکومت دودمان امسنی تبدیل شد که نام خود را به این شهر دادند. در ابتدا مرکز پرستش بت الیوگابالوس، بت‌پرستی مرتبط با خورشید، بود و بعدها در دوران بیزانس در مسیحیت اهمیت یافت. حمص در قرن سده توسط مسلمانان فتح شد و پایتخت منطقه‌ای شد که نام فعلی خود را داشت. در طول دوران اسلامی، خلافت‌های اسلامی که برای کنترل سوریه رقابت می‌کردند، به دلیل موقعیت استراتژیک این شهر در منطقه، به دنبال حمص بودند. حمص در دوران عثمانی رو به زوال گذاشت و تنها در سده نوزدهم، این شهر با رونق صنعت پنبه، اهمیت اقتصادی خود را بازیافت. در دوران حکومت قیمومیت فرانسه، این شهر به مرکز شورش و پس از استقلال در سال ۱۹۴۶، به مرکز مقاومت بعثی‌ها در برابر نخستین دولت‌های سوریه تبدیل شد.
در طول جنگ داخلی، بخش زیادی از شهر به دلیل محاصره حمص ویران شد؛ بازسازی بخش‌های آسیب‌دیده شهر در حال انجام است. در دسامبر ۲۰۲۴، انقلابیون سوری حمله‌ای را آغاز کردند و وارد حمص شدند و در ۸ دسامبر کنترل شهر را به دست گرفتند.

## مناطق
محله «بابا عَمرو» از مناطق مرکزی شهر حُمص است.
از مناطق شهر حُمص می‌توان به «خلدیه»، «حمص قدیم»، «قصور» و «جوره‌الشیاح» اشاره کرد.
محلات «جوبر» و «سلطانیه» از دیگر مناطق شهر حُمص هستند.

### حومه
منطقه «حوله» در حومه شمالی این شهر واقع است. منطقه «القصیر» در غرب این شهر قرار دارد.

## نگارخانه

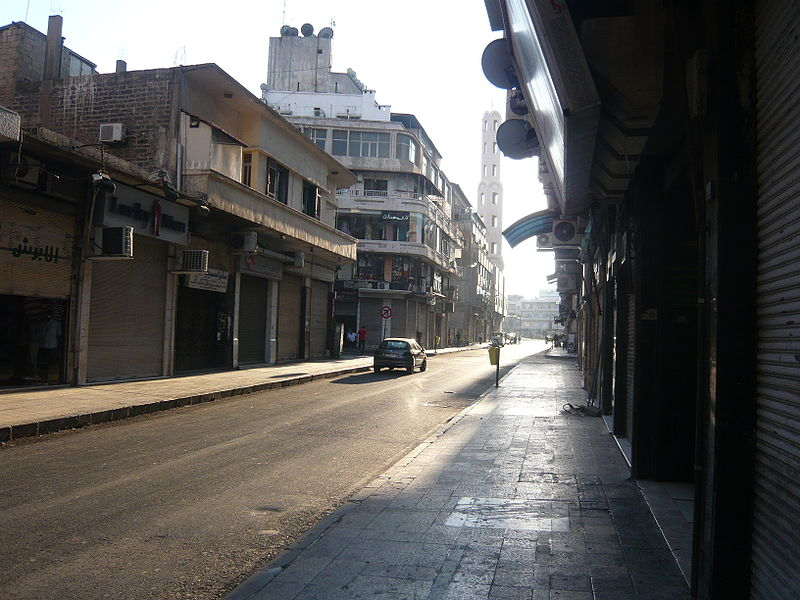
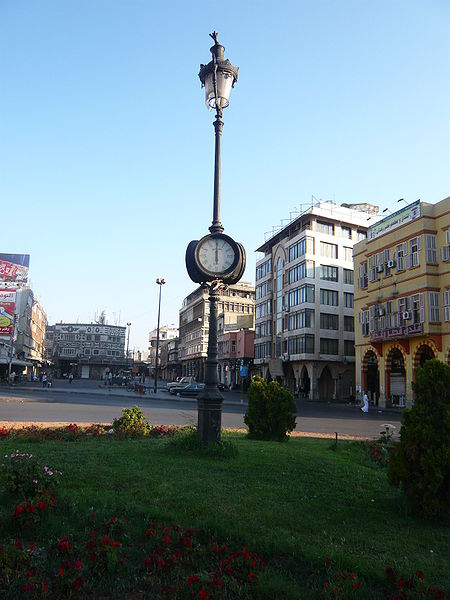
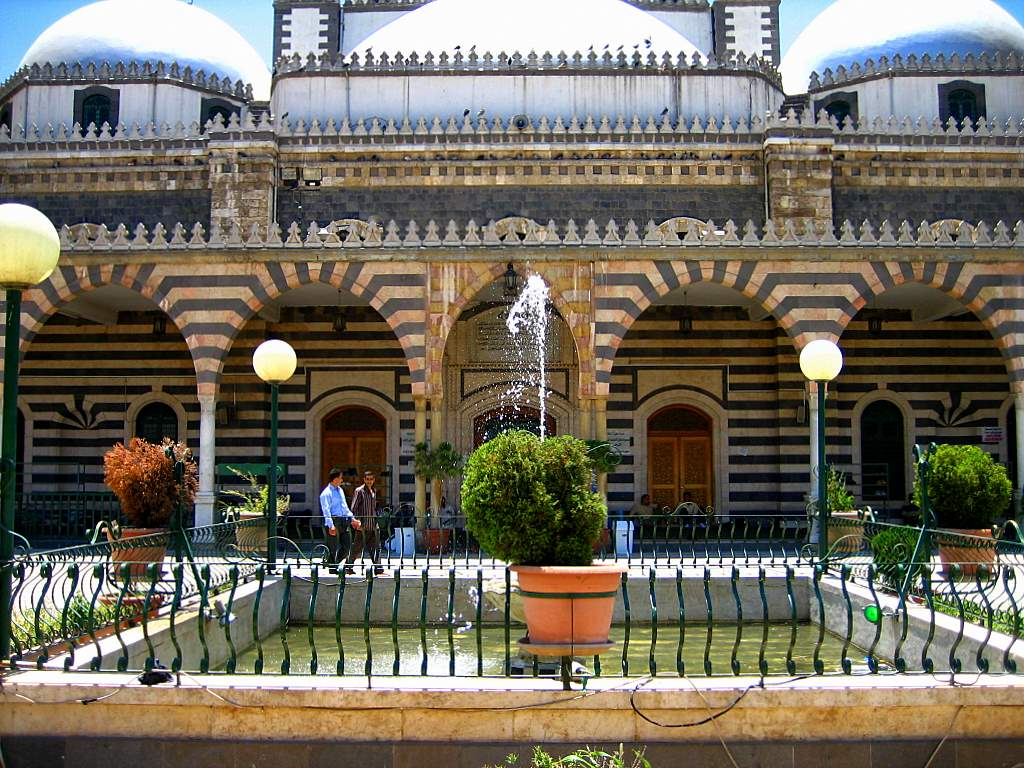
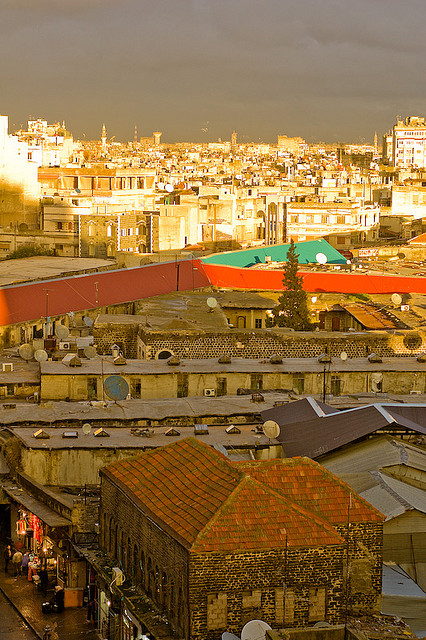

## آثار تاریخی
- مسجد النوری الکبیر
- مسجد خالد بن ولید
- آرامگاه الکتیب
- دژ کردان
- دژ حمص
- کنیسه أم الزنار
- کنیسة مارلیان

## جمعیت

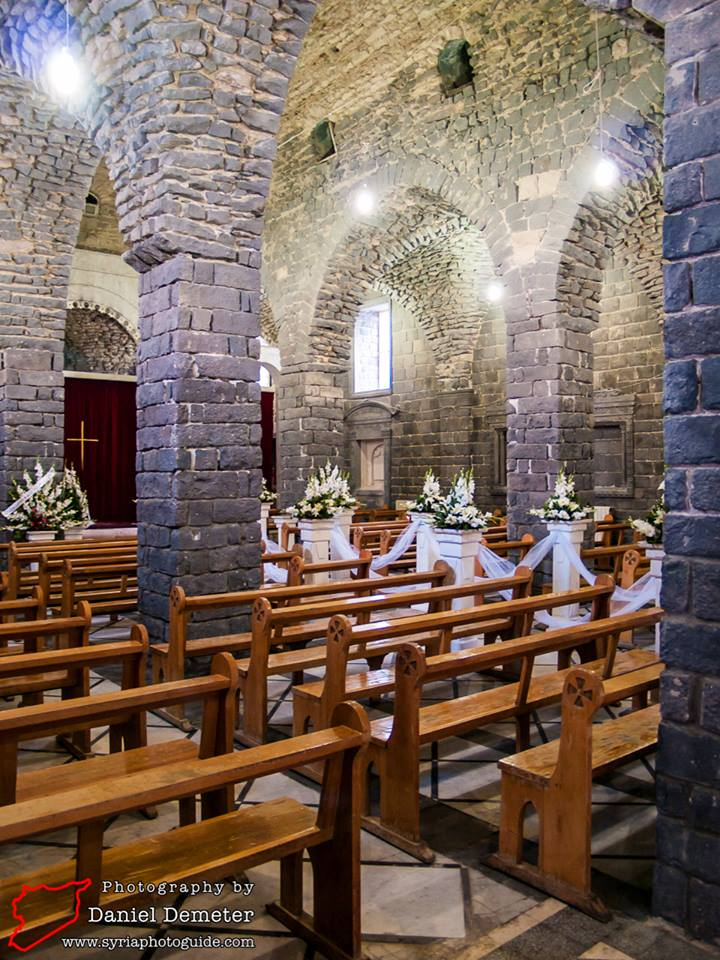
کلیسای مریم مقدس در کمربند مقدس، یک کلیسای ارتدکس سریانی تاریخی در حمص، سوریه است. این کلیسا بر روی یک کلیسای زیرزمینی ساخته شده است که قدمت آن به سال ۵۰ میلادی برمی‌گردد. این کلیسا مقر اسقف‌نشین ارتدکس سریانی حمص است. حمص به خاطر سنگ‌ها و صخره‌های سیاهی که این کلیسا و بسیاری دیگر از کلیساها از آنها ساخته شده‌اند، مشهور است. عکس: دانیل دمتر، بنیانگذار راهنمای عکس سوریه.

| ادیان حمص    | ادیان حمص    | ادیان حمص | ادیان حمص | ادیان حمص |
| ------------ | ------------ | --------- | --------- | --------- |
|              |              |           |           |           |
| مسلمانان سنی | مسلمانان سنی |           | ۷۵٪       | ۷۵٪       |
| علوی         | علوی         |           | ۱۵٪       | ۱۵٪       |
| مسیحیت       | مسیحیت       |           | ۱۰٪       | ۱۰٪       |

| سال           | جمعیت         |
| ------------- | ------------- |
| سده دوازدهم   | ~۷٫۰۰۰        |
| ۱۷۸۵          | ~۲٫۰۰۰        |
| ۱۸۶۰ (تقریبی) | ۱۵٫۰۰۰–۲۰٫۰۰۰ |
| ۱۹۰۷ (تقریبی) | ~۶۵٫۰۰۰       |
| ۱۹۳۲          | ۶۵٫۰۰۰        |
| ۱۹۶۰          | ۱۳۶٫۰۰۰       |
| ۱۹۷۸          | ۳۰۶٫۰۰۰       |
| ۱۹۸۱          | 346,871       |
| ۱۹۹۴          | 540,133       |
| ۲۰۰۴          | 652,609       |
| ۲۰۰۵ (تقریبی) | 750,000       |
| ۲۰۰۸ (تقریبی) | 823,000       |
| ۲۰۱۱ (تقریبی) | 806,625       |
| ۲۰۱۳ (تقریبی) | 544,428       |
| ۲۰۱۷ (تقریبی) | 775,404       |

## شهرهای خواهرخوانده
- بلو هوریزونته، برزیل
- قیصریه، ترکیه
- یزد، ایران

## یادداشت
1. ↑  UK: ‎/hɒms/‎, US: ‎/hɔːms, hɔːmz, hʊms/‎;[۱][۲][۳][۴]
2. ↑  به معنی سرزمین حاصلخیز و دور از آب، بلا و آفت[۹]